# Acanthopsyche cabrerai
Acanthopsyche cabrerai är en fjärilsart som beskrevs av Hans Rebel 1894. Acanthopsyche cabrerai ingår i släktet Acanthopsyche och familjen säckspinnare. Inga underarter finns listade i Catalogue of Life.